# Svenskt Kulturarv
Svenskt Kulturarv är en svensk ideell förening för kunskap om det svenska kulturarvet, bildad år 1994 med säte i Lund. 
Verksamheten organiseras av Kulturinformation i Lund AB och samlar ca 270 av Sveriges institutionella museer, slott och andra historiska sevärdheter som medlemmar. De utger årligen kulturmagasinet Upptäcktsresan om aktuella utställningar och evenemang, kulturhistoriska branschtidningen Kult samt tillhandahåller Kulturarvskortet, som ger information och rabatter på inträdet till de anslutna sevärdheterna. De har under flera år delat ut ett speciellt Eldsjälspris, sedan 2011 kallat Kulturarvspriset, till personer eller verksamheter som gjort framträdande insatser för utvecklingen inom svenskt kulturarv. De är även huvudarrangör för det årliga museievenemanget Kulturarvsdagarna i Sverige.